# Bidania-Goiatz
Bidania-Goiatz – gmina w Hiszpanii, w prowincji Gipuzkoa, w Kraju Basków, o powierzchni 13,37 km². W 2011 roku gmina liczyła 537 mieszkańców.